# William Joseph Murnane
William Joseph Murnane est un égyptologue nord-américain, né le 22 mars 1945 à White Plains (New York) et décédé le 17 novembre 2000 à Memphis (Tennessee). Ses parents quittent les États-Unis pour le Venezuela alors qu'il n'a que dix-huit mois. Il revient à l'âge de treize ans et étudie ensuite l'histoire au Saint Anselm College dans le New Hampshire.
En 1977, il rejoint l'équipe de l'université de Chicago « Epigraphic Survey », en poste à « Chicago House » à Louxor, pour une mission où il se spécialise dans la documentation des monuments non publiés.
Murnane quitte Louxor pour l'université de Californie à Berkeley en 1986, puis pour l'université de Memphis, comme professeur d'histoire, en 1994.
Auteur d'une douzaine de livres, il a écrit des centaines d'articles sur l'histoire et la culture de l'Égypte antique.

## Publications
- (en) William Murnane, The Temple of Khonsu., vol. 2 : Scenes and Inscriptions in the Court and the First Hypostyle Hall, Chicago, Ill. Cairo, Egypt, Oriental Institute, University of Chicago Press American University in Cairo Press, 1980, 90 p. (ISBN 0-918986-28-1).
- (en) William Murnane et Charles C. Van Siclen III, The boundary stelae of Akhenaten, London New York New York, NY, U.S.A, Kegan Paul International Distributed by Routledge, Chapman & Hall, 1993, 1re éd., 227 p. (ISBN 978-0-7103-0464-3, lire en ligne).
- (en) William Murnane, Texts from the Amarna period in Egypt, Atlanta, Ga, Scholars Press, 1995, 289 p. (ISBN 978-1-55540-966-1).